# 66 (tal)

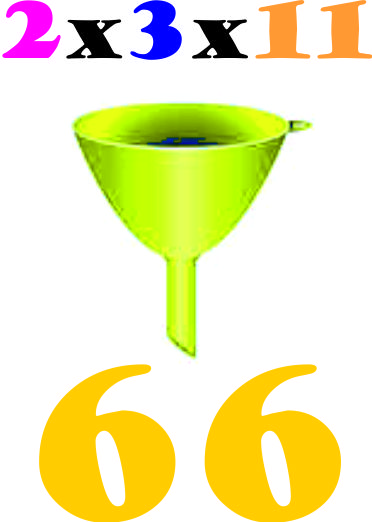
66 är ett sfeniskt tal, dvs. ett tal som bildas av tre unika primtalsfaktorer.

66 (sextiosex) är det naturliga talet som följer 65 och som följs av 67.
- Hexadecimala talsystemet: 42
- Binärt: 1000010
- Delbarhet: 1, 2, 3, 6, 11, 22, 33, 66
- Primtalsfaktorisering: 2 · 3 · 11
- Antal delare: 8
- Summan av delarna: 144

## Inom matematiken
- 66 är ett jämnt tal.
- 66 är det elfte triangeltalet
- 66 är det sjätte hexagontalet
- 66 är det tredje ikositrigontalet
- 66 är det sextonde palindromtalet
- 66 är ett ymnigt tal
- 66 är ett extraordinärt tal
- 66 är ett kvadratfritt tal
- 66 är ett aritmetiskt tal
- 66 är ett praktiskt tal
- 66 är det tredje lägsta talet som har tre olika primfaktorer, och därmed är ett sfeniskt tal

## Inom vetenskapen
- Dysprosium, atomnummer 66
- 66 Maja, en asteroid
- M66, spiralgalax i Lejonet, Messiers katalog